# Coenosia pallipes
Coenosia pallipes är en tvåvingeart som beskrevs av Stein 1898. Coenosia pallipes ingår i släktet Coenosia och familjen husflugor. Inga underarter finns listade i Catalogue of Life.